# Leplówka (przystanek kolejowy)
Leplówka (biał. Ляплёўка; ros. Леплёвка) – przystanek kolejowy w miejscowości Leplówka, w rejonie brzeskim, w obwodzie brzeskim, na Białorusi.